# Liste der Friedhöfe in Lippstadt
Die Liste der Friedhöfe in Lippstadt gibt eine Übersicht über Friedhöfe und ehemalige Begräbnisstätten in der Stadt Lippstadt in Nordrhein-Westfalen. Auf dem Stadtgebiet befinden sich 12 Friedhöfe, die aktuell genutzt werden. Hinzu kommen zwei ehemals genutzte Jüdische Friedhöfe, die beide unter Denkmalschutz stehen.

## Heutige Friedhöfe
| Name, Bezeichnung         | Adresse           | Koordinaten                       | Stadt- teil   | Datum | Beschreibung | Bild                      |
| ------------------------- | ----------------- | --------------------------------- | ------------- | ----- | --- | ------------------------- |
| Hauptfriedhof             | Lipperoder Straße | 51° 40′ 56,6″ N, 008° 21′ 33,1″ O | Lippstadt     | 1821  | Im Jahr 1821 als „Simultanfriedhof“ ohne Differenzierung nach Konfessionen eingeweiht. Auf dem Hauptfriedhof befindet sich der jüdische Friedhof auf dem Lippstädter Zentralfriedhof, außerdem sind mehrere Grabanlagen in der Liste der Baudenkmäler in Lippstadt gelistet. | Eingang zum Hauptfriedhof |
| Westfriedhof              | Auf dem Knappe    | 51° 39′ 28,0″ N, 008° 19′ 09,8″ O | Lippstadt     |       | |                           |
| Friedhof in Bökenförde    | Friedhofstraße    | 51° 38′ 21,4″ N, 008° 23′ 44,6″ O | Bökenförde    |       | |                           |
| Friedhof in Benninghausen | Dorfstraße        | 51° 39′ 31,0″ N, 008° 14′ 29,8″ O | Benninghausen |       | |                           |
| Friedhof in Cappel        | Beckumer Straße   | 51° 41′ 00,3″ N, 008° 17′ 53,3″ O | Cappel        |       | |                           |
| Friedhof in Dedinghausen  | Am Bleichgraben   | 51° 39′ 58,4″ N, 008° 24′ 07,6″ O | Dedinghausen  |       | |                           |
| Friedhof in Eickelborn    | Rosenstraße       | 51° 38′ 54,1″ N, 008° 13′ 10,7″ O | Eickelborn    |       | |                           |
| Friedhof in Esbeck        | Merschweg         | 51° 40′ 57,5″ N, 008° 23′ 45,5″ O | Esbeck        |       | |                           |
| Friedhof in Hörste        | Hörster Straße    | 51° 41′ 19,6″ N, 008° 26′ 07,0″ O | Hörste        |       | |                           |
| Friedhof in Lipperode     | Moorkampstraße    | 51° 41′ 40,9″ N, 008° 22′ 47,6″ O | Lipperode     |       | |                           |
| Friedhof in Overhagen     | Glockenweg        | 51° 39′ 26,7″ N, 008° 18′ 58,6″ O | Overhagen     |       | |                           |
| Friedhof in Rixbeck       | Unterdorf         | 51° 40′ 06,4″ N, 008° 22′ 45,1″ O | Rixbeck       |       | |                           |

## Jüdische Friedhöfe
Auf dem Stadtgebiet der Stadt Lippstadt existieren heute noch zwei jüdische Friedhöfe, die jedoch nicht mehr in Verwendung sind. Dabei handelt es sich um den Friedhof der jüdischen Gemeinde zu Lipperode im heutigen Stadtteil Lipperode sowie den Begräbnisplatz auf dem Lippstädter Zentralfriedhof an der Lipperoder Straße. Ein weiterer jüdischer Friedhof bestand im Bereich der heutigen Burgstraße und wurde 1914 von der Stadtverwaltung Lippstadts aufgelassen.
| Name, Bezeichnung                                      | Adresse           | Koordinaten                       | Stadt- teil | Datum     | Beschreibung                                                                   | Bild                                                     |
| ------------------------------------------------------ | ----------------- | --------------------------------- | ----------- | --------- | ------------------------------------------------------------------------------ | -------------------------------------------------------- |
| Jüdischer Friedhof an der Burgstraße                   | Burgstraße        |                                   | Lippstadt   | 1680–1914 | Ehemaliger jüdischer Friedhof, wurde 1914 von der Stadtverwaltung aufgelassen. |                                                          |
| Jüdischer Friedhof auf dem Lippstädter Zentralfriedhof | Lipperoder Straße | 51° 40′ 58,8″ N, 008° 21′ 34,6″ O | Lippstadt   | 1833      |                                                                                | Grabmäler auf dem jüdischen Friedhof                     |
| Friedhof der jüdischen Gemeinde zu Lipperode           | Neues Feld        | 51° 41′ 45,8″ N, 008° 23′ 18,6″ O | Lipperode   | 1771      |                                                                                | Eingang zum Friedhof der jüdischen Gemeinde zu Lipperode |